# مسابقات فرمول یک فصل ۲۰۰۵
مسابقات فرمول یک فصل ۲۰۰۵ در سال ۲۰۰۵ میلادی برگزار شد. در این مسابقات فرناندو آلونسو (به انگلیسی: Fernando Alonso) از تیم رنو و با موتور رنو به قهرمانی رسید این اولین قهرمانی فرناندو آلونسو بود در این فصل کیمی رایکونن و فرناندو آلونسو هرکدام هفت پیروزی گرفتند در مسابقه امریکا رقابتی عجیب رخ داد که رالف شوماخر در پیچ سیزده تصادفی کرد که باغث رفتن او به بیمارستان شد و برای اعتراض بسیاری از تیم در مسابقه حاضر نشدند و تنها شش ماشین شرکت کردند در پایان فصل الونسو در مجموع صاحب ۱۳۳ امتیاز 
ز